# Diocesi di Cornovaglia

Mappa delle diocesi anglosassoni nel X secolo.

La diocesi di Cornovaglia (in latino: Dioecesis Cornubiensis) è un'antica diocesi della Britannia anglosassone e una sede titolare della Chiesa cattolica con il nome di Sanctus Germanus. 

## Storia
Incerte sono le origini del cristianesimo in Cornovaglia. La prima attestazione di cristiani in questa regione si fa risalire alla fine del IV secolo: durante il concilio di Bordeaux del 384 due vescovi, Instantius e Tiberianus, furono condannati per eresia ed esiliati nell'isola chiamata Sylinancim, identificata con le isole Scilly.
La prima attestazione di un vescovo della Cornovaglia risale al IX secolo con Kenstec. Nel manoscritto noto come Canterbury Professions il suo nome appare tra quelli che sottoscrissero l'atto di sottomissione agli arcivescovi di Canterbury in un periodo compreso tra l'833 e l'870. La sede di Kenstec era nel monastero di Dinuurrin, località identificata con Bodmin.
La diocesi è in seguito nota con il nome di Saint Germans, monastero intitolato al santo vescovo francese Germano d'Auxerre. Il primo vescovo noto che portò questo titolo è Conan, attestato dal 931 al 937.
Alla morte dell'ultimo vescovo, Burhweald (o Brihtwold), documentato per l'ultima volta nel 1019, la sede fu unita con quella di Devon, all'epoca del vescovo Lyfing, nominato sulla cattedra di Devon nel 1027; attorno al 1046 i vescovi di Devon e Cornovaglia trasferirono la loro sede a Exeter.
Dal 1969 l'antica diocesi anglosassone è annoverata tra le sedi vescovili titolari della Chiesa cattolica con il nome di Sanctus Germanus; dal 31 marzo 2014 il vescovo titolare è Nicholas Gilbert Hudson, vescovo ausiliare di Westminster.

## Cronotassi

### Vescovi anglosassoni
- Kenstec † (attestato tra l'833 e l'870)[3]
- Conan † (documentato dal 924/931 al 937/939)[4]
- Daniel † (documentato dal 955 al 961/963)[5]
- Wulsige (o Wulsige Comoere) † (documentato dal 963 al 981)[6]
- Ealdred † (documentato dal 989 al 1002)[7]
- Aethelsige? † (documentato dal 1009 al 1012)[8]
- Burhweald (o Brihtwold) † (documentato dal 1012 al 1019)[9]
  - Sede unita a Devon

### Vescovi titolari
- Pierre-Marie Théas † (12 febbraio 1970 - 10 dicembre 1970 dimesso)
- James Joseph McGuinness † (2 febbraio 1972 - 31 ottobre 1974 succeduto vescovo di Nottingham)
- Joseph Peter O'Connell † (24 gennaio 1976 - 27 aprile 2013 deceduto)
- Nicholas Gilbert Hudson, dal 31 marzo 2014